# Tour de Grande-Bretagne 2024
Le Tour de Grande-Bretagne 2024 (officiellement : Tour of Britain 2024) est la 20e édition de cette course cycliste masculine par étapes. Il a lieu en Grande-Bretagne du 3 au 8 septembre 2024. Il se déroule entre Kelso et Felixtowe et fait partie du calendrier UCI ProSeries 2024 en catégorie 2.Pro.

## Présentation

### Parcours
Le parcours du Tour de Grande-Bretagne 2024 est tracé sur six étapes au lieu de huit étapes en 2023 et un total de 936,5 km parcourant l'Écosse lors de la première étape et l'Angleterre pour les autres étapes. Les trois premières étapes sont vallonnées alors que les trois dernières présentent moins de relief et sont en principe destinées aux sprinteurs.

### Équipes
| WorldTeams (4)- Bahrain Victorious - Ineos Grenadiers - Soudal Quick-Step - Team dsm-firmenich PostNL ProTeams (3)- Israel-Premier Tech - Q36.5 Pro Cycling Team - Uno-X Mobility Équipes continentales (10)- Equipe continentale Groupama-FDJ - Decathlon AG2R La Mondiale Development Team - Global 6 United - Lidl-Trek Future Racing - Project Echelon Racing - Rembe Pro Cycling Team Sauerland - Trinity Racing - Sabgal / Anicolor - Saint Piran - Van Rysel-Roubaix Équipe nationale- Grande-Bretagne |
| |

## Étapes
| Étape     | Date    | Villes étapes             | type            | Distance (km) | Dénivelé (m) | Vainqueur d'étape | Leader du classement général |
| --------- | ------- | ------------------------- | --------------- | ------------- | ------------ | ----------------- | ---------------------------- |
| 1re étape | 3 sept. | Kelso – Kelso             | étape vallonnée | 181,9         | 2 381 m      | Paul Magnier      | Paul Magnier                 |
| 2e étape  | 4 sept. | Darlington – Redcar       | étape vallonnée | 152           | 2 594 m      | Stephen Williams  | Stephen Williams             |
| 3e étape  | 5 sept. | Sheffield – Barnsley      | étape vallonnée | 166,1         | 2 736 m      | Stephen Williams  | Stephen Williams             |
| 4e étape  | 6 sept. | Derby – Newark-on-Trent   | étape de plaine | 138,5         | 1 229 m      | Paul Magnier      | Stephen Williams             |
| 5e étape  | 7 sept. | Northampton – Northampton | étape de plaine | 140           | 1 276 m      | Paul Magnier      | Stephen Williams             |
| 6e étape  | 8 sept. | Lowestoft – Felixstowe    | étape de plaine | 158           | 817 m        | Matevž Govekar    | Stephen Williams             |

## Résultats

### 1reétape
| \| Classement de l'étape \| Classement de l'étape \| Classement de l'étape \| Classement de l'étape \| Classement de l'étape \| \| Coureur \| Coureur \| Pays \| Équipe \| Temps \| \| --------------------- \| --------------------- \| --------------------- \| ------------------------- \| --------------------- \| \| 1er \| Paul Magnier \| France \| Soudal Quick-Step \| 4 h 11 min 45 s \| \| 2e \| Ethan Vernon \| Royaume-Uni \| Israel-Premier Tech \| + 0 s \| \| 3e \| Robert Donaldson \| Royaume-Uni \| Trinity Racing \| + 0 s \| \| 4e \| Tom Pidcock \| Royaume-Uni \| Ineos Grenadiers \| + 0 s \| \| 5e \| Casper van Uden \| Pays-Bas \| Team dsm-firmenich PostNL \| + 0 s \| \| 6e \| Rory Townsend \| Irlande \| Q36.5 Pro Cycling Team \| + 0 s \| \| 7e \| Edoardo Zambanini \| Italie \| Bahrain Victorious \| + 0 s \| \| 8e \| Matevž Govekar \| Slovénie \| Bahrain Victorious \| + 0 s \| \| 9e \| Jake Stewart \| Royaume-Uni \| Israel-Premier Tech \| + 0 s \| \| 10e \| Norman Vahtra \| Estonie \| Van Rysel-Roubaix \| + 0 s \| |                   |             |                           |                 |
| |                   |             |                           |                 |
| |                   |             |                           |                 |
| Classement de l'étape |                   |             |                           |                 |
| Coureur | Coureur           | Pays        | Équipe                    | Temps           |
| 1er | Paul Magnier      | France      | Soudal Quick-Step         | 4 h 11 min 45 s |
| 2e | Ethan Vernon      | Royaume-Uni | Israel-Premier Tech       | + 0 s           |
| 3e | Robert Donaldson  | Royaume-Uni | Trinity Racing            | + 0 s           |
| 4e | Tom Pidcock       | Royaume-Uni | Ineos Grenadiers          | + 0 s           |
| 5e | Casper van Uden   | Pays-Bas    | Team dsm-firmenich PostNL | + 0 s           |
| 6e | Rory Townsend     | Irlande     | Q36.5 Pro Cycling Team    | + 0 s           |
| 7e | Edoardo Zambanini | Italie      | Bahrain Victorious        | + 0 s           |
| 8e | Matevž Govekar    | Slovénie    | Bahrain Victorious        | + 0 s           |
| 9e | Jake Stewart      | Royaume-Uni | Israel-Premier Tech       | + 0 s           |
| 10e | Norman Vahtra     | Estonie     | Van Rysel-Roubaix         | + 0 s           |

| Classement de l'étape | Classement de l'étape | Classement de l'étape | Classement de l'étape     | Classement de l'étape |
| Coureur               | Coureur               | Pays                  | Équipe                    | Temps                 |
| --------------------- | --------------------- | --------------------- | ------------------------- | --------------------- |
| 1er                   | Paul Magnier          | France                | Soudal Quick-Step         | 4 h 11 min 45 s       |
| 2e                    | Ethan Vernon          | Royaume-Uni           | Israel-Premier Tech       | + 0 s                 |
| 3e                    | Robert Donaldson      | Royaume-Uni           | Trinity Racing            | + 0 s                 |
| 4e                    | Tom Pidcock           | Royaume-Uni           | Ineos Grenadiers          | + 0 s                 |
| 5e                    | Casper van Uden       | Pays-Bas              | Team dsm-firmenich PostNL | + 0 s                 |
| 6e                    | Rory Townsend         | Irlande               | Q36.5 Pro Cycling Team    | + 0 s                 |
| 7e                    | Edoardo Zambanini     | Italie                | Bahrain Victorious        | + 0 s                 |
| 8e                    | Matevž Govekar        | Slovénie              | Bahrain Victorious        | + 0 s                 |
| 9e                    | Jake Stewart          | Royaume-Uni           | Israel-Premier Tech       | + 0 s                 |
| 10e                   | Norman Vahtra         | Estonie               | Van Rysel-Roubaix         | + 0 s                 |

| \| Classement général \| Classement général \| Classement général \| Classement général \| Classement général \| \| Coureur \| Coureur \| Pays \| Équipe \| Temps \| \| ------------------ \| ------------------ \| ------------------ \| ------------------------- \| ------------------ \| \| 1er \| Paul Magnier \| France \| Soudal Quick-Step \| 4 h 11 min 35 s \| \| 2e \| Julius Johansen \| Danemark \| Sabgal-Anicolor \| + 1 s \| \| 3e \| Ethan Vernon \| Royaume-Uni \| Israel-Premier Tech \| + 4 s \| \| 4e \| Robert Donaldson \| Royaume-Uni \| Trinity Racing \| + 6 s \| \| 5e \| Tom Pidcock \| Royaume-Uni \| Ineos Grenadiers \| + 8 s \| \| 6e \| Jonas Abrahamsen \| Norvège \| Uno-X Mobility \| + 9 s \| \| 7e \| Ben Turner \| Royaume-Uni \| Ineos Grenadiers \| + 9 s \| \| 8e \| Casper van Uden \| Pays-Bas \| Team dsm-firmenich PostNL \| + 10 s \| \| 9e \| Rory Townsend \| Irlande \| Q36.5 Pro Cycling Team \| + 10 s \| \| 10e \| Edoardo Zambanini \| Italie \| Bahrain Victorious \| + 10 s \| |                   |             |                           |                 |
| |                   |             |                           |                 |
| |                   |             |                           |                 |
| Classement général |                   |             |                           |                 |
| Coureur | Coureur           | Pays        | Équipe                    | Temps           |
| 1er | Paul Magnier      | France      | Soudal Quick-Step         | 4 h 11 min 35 s |
| 2e | Julius Johansen   | Danemark    | Sabgal-Anicolor           | + 1 s           |
| 3e | Ethan Vernon      | Royaume-Uni | Israel-Premier Tech       | + 4 s           |
| 4e | Robert Donaldson  | Royaume-Uni | Trinity Racing            | + 6 s           |
| 5e | Tom Pidcock       | Royaume-Uni | Ineos Grenadiers          | + 8 s           |
| 6e | Jonas Abrahamsen  | Norvège     | Uno-X Mobility            | + 9 s           |
| 7e | Ben Turner        | Royaume-Uni | Ineos Grenadiers          | + 9 s           |
| 8e | Casper van Uden   | Pays-Bas    | Team dsm-firmenich PostNL | + 10 s          |
| 9e | Rory Townsend     | Irlande     | Q36.5 Pro Cycling Team    | + 10 s          |
| 10e | Edoardo Zambanini | Italie      | Bahrain Victorious        | + 10 s          |

| Classement général | Classement général | Classement général | Classement général        | Classement général |
| Coureur            | Coureur            | Pays               | Équipe                    | Temps              |
| ------------------ | ------------------ | ------------------ | ------------------------- | ------------------ |
| 1er                | Paul Magnier       | France             | Soudal Quick-Step         | 4 h 11 min 35 s    |
| 2e                 | Julius Johansen    | Danemark           | Sabgal-Anicolor           | + 1 s              |
| 3e                 | Ethan Vernon       | Royaume-Uni        | Israel-Premier Tech       | + 4 s              |
| 4e                 | Robert Donaldson   | Royaume-Uni        | Trinity Racing            | + 6 s              |
| 5e                 | Tom Pidcock        | Royaume-Uni        | Ineos Grenadiers          | + 8 s              |
| 6e                 | Jonas Abrahamsen   | Norvège            | Uno-X Mobility            | + 9 s              |
| 7e                 | Ben Turner         | Royaume-Uni        | Ineos Grenadiers          | + 9 s              |
| 8e                 | Casper van Uden    | Pays-Bas           | Team dsm-firmenich PostNL | + 10 s             |
| 9e                 | Rory Townsend      | Irlande            | Q36.5 Pro Cycling Team    | + 10 s             |
| 10e                | Edoardo Zambanini  | Italie             | Bahrain Victorious        | + 10 s             |

### 2eétape
| \| Classement de l'étape \| Classement de l'étape \| Classement de l'étape \| Classement de l'étape \| Classement de l'étape \| \| Coureur \| Coureur \| Pays \| Équipe \| Temps \| \| --------------------- \| --------------------- \| --------------------- \| -------------------------------------- \| --------------------- \| \| 1er \| Stephen Williams \| Royaume-Uni \| Israel-Premier Tech \| 3 h 37 min 25 s \| \| 2e \| Julian Alaphilippe \| France \| Soudal Quick-Step \| + 0 s \| \| 3e \| Oscar Onley \| Royaume-Uni \| Team dsm-firmenich PostNL \| + 0 s \| \| 4e \| Joseph Blackmore \| Royaume-Uni \| Israel-Premier Tech \| + 21 s \| \| 5e \| Remco Evenepoel \| Belgique \| Soudal Quick-Step \| + 21 s \| \| 6e \| Louis Sutton \| Royaume-Uni \| Grande-Bretagne \| + 21 s \| \| 7e \| Tom Donnenwirth \| France \| Decathlon AG2R La Mondiale Development \| + 21 s \| \| 8e \| Mark Donovan \| Royaume-Uni \| Q36.5 Pro Cycling Team \| + 21 s \| \| 9e \| Paul Magnier \| France \| Soudal Quick-Step \| + 1 min 27 s \| \| 10e \| Matevž Govekar \| Slovénie \| Bahrain Victorious \| + 1 min 27 s \| |                    |             |                                        |                 |
| |                    |             |                                        |                 |
| |                    |             |                                        |                 |
| Classement de l'étape |                    |             |                                        |                 |
| Coureur | Coureur            | Pays        | Équipe                                 | Temps           |
| 1er | Stephen Williams   | Royaume-Uni | Israel-Premier Tech                    | 3 h 37 min 25 s |
| 2e | Julian Alaphilippe | France      | Soudal Quick-Step                      | + 0 s           |
| 3e | Oscar Onley        | Royaume-Uni | Team dsm-firmenich PostNL              | + 0 s           |
| 4e | Joseph Blackmore   | Royaume-Uni | Israel-Premier Tech                    | + 21 s          |
| 5e | Remco Evenepoel    | Belgique    | Soudal Quick-Step                      | + 21 s          |
| 6e | Louis Sutton       | Royaume-Uni | Grande-Bretagne                        | + 21 s          |
| 7e | Tom Donnenwirth    | France      | Decathlon AG2R La Mondiale Development | + 21 s          |
| 8e | Mark Donovan       | Royaume-Uni | Q36.5 Pro Cycling Team                 | + 21 s          |
| 9e | Paul Magnier       | France      | Soudal Quick-Step                      | + 1 min 27 s    |
| 10e | Matevž Govekar     | Slovénie    | Bahrain Victorious                     | + 1 min 27 s    |

| Classement de l'étape | Classement de l'étape | Classement de l'étape | Classement de l'étape                  | Classement de l'étape |
| Coureur               | Coureur               | Pays                  | Équipe                                 | Temps                 |
| --------------------- | --------------------- | --------------------- | -------------------------------------- | --------------------- |
| 1er                   | Stephen Williams      | Royaume-Uni           | Israel-Premier Tech                    | 3 h 37 min 25 s       |
| 2e                    | Julian Alaphilippe    | France                | Soudal Quick-Step                      | + 0 s                 |
| 3e                    | Oscar Onley           | Royaume-Uni           | Team dsm-firmenich PostNL              | + 0 s                 |
| 4e                    | Joseph Blackmore      | Royaume-Uni           | Israel-Premier Tech                    | + 21 s                |
| 5e                    | Remco Evenepoel       | Belgique              | Soudal Quick-Step                      | + 21 s                |
| 6e                    | Louis Sutton          | Royaume-Uni           | Grande-Bretagne                        | + 21 s                |
| 7e                    | Tom Donnenwirth       | France                | Decathlon AG2R La Mondiale Development | + 21 s                |
| 8e                    | Mark Donovan          | Royaume-Uni           | Q36.5 Pro Cycling Team                 | + 21 s                |
| 9e                    | Paul Magnier          | France                | Soudal Quick-Step                      | + 1 min 27 s          |
| 10e                   | Matevž Govekar        | Slovénie              | Bahrain Victorious                     | + 1 min 27 s          |

| \| Classement général \| Classement général \| Classement général \| Classement général \| Classement général \| \| Coureur \| Coureur \| Pays \| Équipe \| Temps \| \| ------------------ \| ------------------ \| ------------------ \| -------------------------------------- \| ------------------ \| \| 1er \| Stephen Williams \| Royaume-Uni \| Israel-Premier Tech \| 7 h 49 min 00 s \| \| 2e \| Oscar Onley \| Royaume-Uni \| Team dsm-firmenich PostNL \| + 6 s \| \| 3e \| Julian Alaphilippe \| France \| Soudal Quick-Step \| + 16 s \| \| 4e \| Mark Donovan \| Royaume-Uni \| Q36.5 Pro Cycling Team \| + 31 s \| \| 5e \| Joseph Blackmore \| Royaume-Uni \| Israel-Premier Tech \| + 31 s \| \| 6e \| Tom Donnenwirth \| France \| Decathlon AG2R La Mondiale Development \| + 31 s \| \| 7e \| Louis Sutton \| Royaume-Uni \| Grande-Bretagne \| + 31 s \| \| 8e \| Remco Evenepoel \| Belgique \| Soudal Quick-Step \| + 31 s \| \| 9e \| Paul Magnier \| France \| Soudal Quick-Step \| + 1 min 27 s \| \| 10e \| Julius Johansen \| Danemark \| Sabgal-Anicolor \| + 1 min 28 s \| |                    |             |                                        |                 |
| |                    |             |                                        |                 |
| |                    |             |                                        |                 |
| Classement général |                    |             |                                        |                 |
| Coureur | Coureur            | Pays        | Équipe                                 | Temps           |
| 1er | Stephen Williams   | Royaume-Uni | Israel-Premier Tech                    | 7 h 49 min 00 s |
| 2e | Oscar Onley        | Royaume-Uni | Team dsm-firmenich PostNL              | + 6 s           |
| 3e | Julian Alaphilippe | France      | Soudal Quick-Step                      | + 16 s          |
| 4e | Mark Donovan       | Royaume-Uni | Q36.5 Pro Cycling Team                 | + 31 s          |
| 5e | Joseph Blackmore   | Royaume-Uni | Israel-Premier Tech                    | + 31 s          |
| 6e | Tom Donnenwirth    | France      | Decathlon AG2R La Mondiale Development | + 31 s          |
| 7e | Louis Sutton       | Royaume-Uni | Grande-Bretagne                        | + 31 s          |
| 8e | Remco Evenepoel    | Belgique    | Soudal Quick-Step                      | + 31 s          |
| 9e | Paul Magnier       | France      | Soudal Quick-Step                      | + 1 min 27 s    |
| 10e | Julius Johansen    | Danemark    | Sabgal-Anicolor                        | + 1 min 28 s    |

| Classement général | Classement général | Classement général | Classement général                     | Classement général |
| Coureur            | Coureur            | Pays               | Équipe                                 | Temps              |
| ------------------ | ------------------ | ------------------ | -------------------------------------- | ------------------ |
| 1er                | Stephen Williams   | Royaume-Uni        | Israel-Premier Tech                    | 7 h 49 min 00 s    |
| 2e                 | Oscar Onley        | Royaume-Uni        | Team dsm-firmenich PostNL              | + 6 s              |
| 3e                 | Julian Alaphilippe | France             | Soudal Quick-Step                      | + 16 s             |
| 4e                 | Mark Donovan       | Royaume-Uni        | Q36.5 Pro Cycling Team                 | + 31 s             |
| 5e                 | Joseph Blackmore   | Royaume-Uni        | Israel-Premier Tech                    | + 31 s             |
| 6e                 | Tom Donnenwirth    | France             | Decathlon AG2R La Mondiale Development | + 31 s             |
| 7e                 | Louis Sutton       | Royaume-Uni        | Grande-Bretagne                        | + 31 s             |
| 8e                 | Remco Evenepoel    | Belgique           | Soudal Quick-Step                      | + 31 s             |
| 9e                 | Paul Magnier       | France             | Soudal Quick-Step                      | + 1 min 27 s       |
| 10e                | Julius Johansen    | Danemark           | Sabgal-Anicolor                        | + 1 min 28 s       |

### 3eétape
| \| Classement de l'étape \| Classement de l'étape \| Classement de l'étape \| Classement de l'étape \| Classement de l'étape \| \| Coureur \| Coureur \| Pays \| Équipe \| Temps \| \| --------------------- \| --------------------- \| --------------------- \| ------------------------- \| --------------------- \| \| 1er \| Stephen Williams \| Royaume-Uni \| Israel-Premier Tech \| 3 h 50 min 03 s \| \| 2e \| Paul Magnier \| France \| Soudal Quick-Step \| + 0 s \| \| 3e \| Edoardo Zambanini \| Italie \| Bahrain Victorious \| + 0 s \| \| 4e \| Jelte Krijnsen \| Pays-Bas \| Q36.5 Pro Cycling Team \| + 0 s \| \| 5e \| Oscar Onley \| Royaume-Uni \| Team dsm-firmenich PostNL \| + 0 s \| \| 6e \| Tom Pidcock \| Royaume-Uni \| Ineos Grenadiers \| + 0 s \| \| 7e \| Markus Hoelgaard \| Norvège \| Uno-X Mobility \| + 0 s \| \| 8e \| Mark Donovan \| Royaume-Uni \| Q36.5 Pro Cycling Team \| + 0 s \| \| 9e \| Joseph Blackmore \| Royaume-Uni \| Israel-Premier Tech \| + 0 s \| \| 10e \| Callum Thornley \| Royaume-Uni \| Trinity Racing \| + 0 s \| |                   |             |                           |                 |
| |                   |             |                           |                 |
| |                   |             |                           |                 |
| Classement de l'étape |                   |             |                           |                 |
| Coureur | Coureur           | Pays        | Équipe                    | Temps           |
| 1er | Stephen Williams  | Royaume-Uni | Israel-Premier Tech       | 3 h 50 min 03 s |
| 2e | Paul Magnier      | France      | Soudal Quick-Step         | + 0 s           |
| 3e | Edoardo Zambanini | Italie      | Bahrain Victorious        | + 0 s           |
| 4e | Jelte Krijnsen    | Pays-Bas    | Q36.5 Pro Cycling Team    | + 0 s           |
| 5e | Oscar Onley       | Royaume-Uni | Team dsm-firmenich PostNL | + 0 s           |
| 6e | Tom Pidcock       | Royaume-Uni | Ineos Grenadiers          | + 0 s           |
| 7e | Markus Hoelgaard  | Norvège     | Uno-X Mobility            | + 0 s           |
| 8e | Mark Donovan      | Royaume-Uni | Q36.5 Pro Cycling Team    | + 0 s           |
| 9e | Joseph Blackmore  | Royaume-Uni | Israel-Premier Tech       | + 0 s           |
| 10e | Callum Thornley   | Royaume-Uni | Trinity Racing            | + 0 s           |

| \| Classement général \| Classement général \| Classement général \| Classement général \| Classement général \| \| Coureur \| Coureur \| Pays \| Équipe \| Temps \| \| ------------------ \| ------------------ \| ------------------ \| -------------------------------------- \| ------------------ \| \| 1er \| Stephen Williams \| Royaume-Uni \| Israel-Premier Tech \| 11 h 38 min 53 s \| \| 2e \| Oscar Onley \| Royaume-Uni \| Team dsm-firmenich PostNL \| + 16 s \| \| 3e \| Mark Donovan \| Royaume-Uni \| Q36.5 Pro Cycling Team \| + 41 s \| \| 4e \| Joseph Blackmore \| Royaume-Uni \| Israel-Premier Tech \| + 41 s \| \| 5e \| Tom Donnenwirth \| France \| Decathlon AG2R La Mondiale Development \| + 41 s \| \| 6e \| Louis Sutton \| Royaume-Uni \| Grande-Bretagne \| + 1 min 05 s \| \| 7e \| Paul Magnier \| France \| Soudal Quick-Step \| + 1 min 31 s \| \| 8e \| Julian Alaphilippe \| France \| Soudal Quick-Step \| + 1 min 33 s \| \| 9e \| Edoardo Zambanini \| Italie \| Bahrain Victorious \| + 1 min 43 s \| \| 10e \| Jelte Krijnsen \| Pays-Bas \| Q36.5 Pro Cycling Team \| + 1 min 44 s \| |                    |             |                                        |                  |
| |                    |             |                                        |                  |
| |                    |             |                                        |                  |
| Classement général |                    |             |                                        |                  |
| Coureur | Coureur            | Pays        | Équipe                                 | Temps            |
| 1er | Stephen Williams   | Royaume-Uni | Israel-Premier Tech                    | 11 h 38 min 53 s |
| 2e | Oscar Onley        | Royaume-Uni | Team dsm-firmenich PostNL              | + 16 s           |
| 3e | Mark Donovan       | Royaume-Uni | Q36.5 Pro Cycling Team                 | + 41 s           |
| 4e | Joseph Blackmore   | Royaume-Uni | Israel-Premier Tech                    | + 41 s           |
| 5e | Tom Donnenwirth    | France      | Decathlon AG2R La Mondiale Development | + 41 s           |
| 6e | Louis Sutton       | Royaume-Uni | Grande-Bretagne                        | + 1 min 05 s     |
| 7e | Paul Magnier       | France      | Soudal Quick-Step                      | + 1 min 31 s     |
| 8e | Julian Alaphilippe | France      | Soudal Quick-Step                      | + 1 min 33 s     |
| 9e | Edoardo Zambanini  | Italie      | Bahrain Victorious                     | + 1 min 43 s     |
| 10e | Jelte Krijnsen     | Pays-Bas    | Q36.5 Pro Cycling Team                 | + 1 min 44 s     |

### 4eétape
| \| Classement de l'étape \| Classement de l'étape \| Classement de l'étape \| Classement de l'étape \| Classement de l'étape \| \| Coureur \| Coureur \| Pays \| Équipe \| Temps \| \| --------------------- \| --------------------- \| --------------------- \| -------------------------------- \| --------------------- \| \| 1er \| Paul Magnier \| France \| Soudal Quick-Step \| 3 h 11 min 54 s \| \| 2e \| Ethan Vernon \| Royaume-Uni \| Israel-Premier Tech \| + 0 s \| \| 3e \| Erlend Blikra \| Norvège \| Uno-X Mobility \| + 0 s \| \| 4e \| Noah Hobbs \| Royaume-Uni \| Équipe continentale Groupama-FDJ \| + 0 s \| \| 5e \| Matevž Govekar \| Slovénie \| Bahrain Victorious \| + 0 s \| \| 6e \| Robert Donaldson \| Royaume-Uni \| Trinity Racing \| + 0 s \| \| 7e \| Ethan Hayter \| Royaume-Uni \| Ineos Grenadiers \| + 0 s \| \| 8e \| Rory Townsend \| Irlande \| Q36.5 Pro Cycling Team \| + 0 s \| \| 9e \| Casper van Uden \| Pays-Bas \| Team dsm-firmenich PostNL \| + 0 s \| \| 10e \| Tom Pidcock \| Royaume-Uni \| Ineos Grenadiers \| + 0 s \| |                  |             |                                  |                 |
| |                  |             |                                  |                 |
| |                  |             |                                  |                 |
| Classement de l'étape |                  |             |                                  |                 |
| Coureur | Coureur          | Pays        | Équipe                           | Temps           |
| 1er | Paul Magnier     | France      | Soudal Quick-Step                | 3 h 11 min 54 s |
| 2e | Ethan Vernon     | Royaume-Uni | Israel-Premier Tech              | + 0 s           |
| 3e | Erlend Blikra    | Norvège     | Uno-X Mobility                   | + 0 s           |
| 4e | Noah Hobbs       | Royaume-Uni | Équipe continentale Groupama-FDJ | + 0 s           |
| 5e | Matevž Govekar   | Slovénie    | Bahrain Victorious               | + 0 s           |
| 6e | Robert Donaldson | Royaume-Uni | Trinity Racing                   | + 0 s           |
| 7e | Ethan Hayter     | Royaume-Uni | Ineos Grenadiers                 | + 0 s           |
| 8e | Rory Townsend    | Irlande     | Q36.5 Pro Cycling Team           | + 0 s           |
| 9e | Casper van Uden  | Pays-Bas    | Team dsm-firmenich PostNL        | + 0 s           |
| 10e | Tom Pidcock      | Royaume-Uni | Ineos Grenadiers                 | + 0 s           |

| \| Classement général \| Classement général \| Classement général \| Classement général \| Classement général \| \| Coureur \| Coureur \| Pays \| Équipe \| Temps \| \| ------------------ \| ------------------ \| ------------------ \| -------------------------------------- \| ------------------ \| \| 1er \| Stephen Williams \| Royaume-Uni \| Israel-Premier Tech \| 14 h 50 min 47 s \| \| 2e \| Oscar Onley \| Royaume-Uni \| Team dsm-firmenich PostNL \| + 16 s \| \| 3e \| Mark Donovan \| Royaume-Uni \| Q36.5 Pro Cycling Team \| + 40 s \| \| 4e \| Joseph Blackmore \| Royaume-Uni \| Israel-Premier Tech \| + 41 s \| \| 5e \| Tom Donnenwirth \| France \| Decathlon AG2R La Mondiale Development \| + 41 s \| \| 6e \| Louis Sutton \| Royaume-Uni \| Grande-Bretagne \| + 1 min 05 s \| \| 7e \| Paul Magnier \| France \| Soudal Quick-Step \| + 1 min 21 s \| \| 8e \| Julian Alaphilippe \| France \| Soudal Quick-Step \| + 1 min 33 s \| \| 9e \| Jelte Krijnsen \| Pays-Bas \| Q36.5 Pro Cycling Team \| + 1 min 42 s \| \| 10e \| Edoardo Zambanini \| Italie \| Bahrain Victorious \| + 1 min 43 s \| |                    |             |                                        |                  |
| |                    |             |                                        |                  |
| |                    |             |                                        |                  |
| Classement général |                    |             |                                        |                  |
| Coureur | Coureur            | Pays        | Équipe                                 | Temps            |
| 1er | Stephen Williams   | Royaume-Uni | Israel-Premier Tech                    | 14 h 50 min 47 s |
| 2e | Oscar Onley        | Royaume-Uni | Team dsm-firmenich PostNL              | + 16 s           |
| 3e | Mark Donovan       | Royaume-Uni | Q36.5 Pro Cycling Team                 | + 40 s           |
| 4e | Joseph Blackmore   | Royaume-Uni | Israel-Premier Tech                    | + 41 s           |
| 5e | Tom Donnenwirth    | France      | Decathlon AG2R La Mondiale Development | + 41 s           |
| 6e | Louis Sutton       | Royaume-Uni | Grande-Bretagne                        | + 1 min 05 s     |
| 7e | Paul Magnier       | France      | Soudal Quick-Step                      | + 1 min 21 s     |
| 8e | Julian Alaphilippe | France      | Soudal Quick-Step                      | + 1 min 33 s     |
| 9e | Jelte Krijnsen     | Pays-Bas    | Q36.5 Pro Cycling Team                 | + 1 min 42 s     |
| 10e | Edoardo Zambanini  | Italie      | Bahrain Victorious                     | + 1 min 43 s     |

### 5eétape
| \| Classement de l'étape \| Classement de l'étape \| Classement de l'étape \| Classement de l'étape \| Classement de l'étape \| \| Coureur \| Coureur \| Pays \| Équipe \| Temps \| \| --------------------- \| --------------------- \| --------------------- \| -------------------------------------- \| --------------------- \| \| 1er \| Paul Magnier \| France \| Soudal Quick-Step \| 3 h 12 min 09 s \| \| 2e \| Erlend Blikra \| Norvège \| Uno-X Mobility \| + 0 s \| \| 3e \| Ethan Vernon \| Royaume-Uni \| Israel-Premier Tech \| + 0 s \| \| 4e \| Matevž Govekar \| Slovénie \| Bahrain Victorious \| + 0 s \| \| 5e \| Rasmus Søjberg \| Danemark \| Decathlon AG2R La Mondiale Development \| + 0 s \| \| 6e \| Robert Donaldson \| Royaume-Uni \| Trinity Racing \| + 0 s \| \| 7e \| Ethan Hayter \| Royaume-Uni \| Ineos Grenadiers \| + 0 s \| \| 8e \| Tom Donnenwirth \| France \| Decathlon AG2R La Mondiale Development \| + 0 s \| \| 9e \| Rory Townsend \| Irlande \| Q36.5 Pro Cycling Team \| + 0 s \| \| 10e \| Casper van Uden \| Pays-Bas \| Team dsm-firmenich PostNL \| + 0 s \| |                  |             |                                        |                 |
| |                  |             |                                        |                 |
| |                  |             |                                        |                 |
| Classement de l'étape |                  |             |                                        |                 |
| Coureur | Coureur          | Pays        | Équipe                                 | Temps           |
| 1er | Paul Magnier     | France      | Soudal Quick-Step                      | 3 h 12 min 09 s |
| 2e | Erlend Blikra    | Norvège     | Uno-X Mobility                         | + 0 s           |
| 3e | Ethan Vernon     | Royaume-Uni | Israel-Premier Tech                    | + 0 s           |
| 4e | Matevž Govekar   | Slovénie    | Bahrain Victorious                     | + 0 s           |
| 5e | Rasmus Søjberg   | Danemark    | Decathlon AG2R La Mondiale Development | + 0 s           |
| 6e | Robert Donaldson | Royaume-Uni | Trinity Racing                         | + 0 s           |
| 7e | Ethan Hayter     | Royaume-Uni | Ineos Grenadiers                       | + 0 s           |
| 8e | Tom Donnenwirth  | France      | Decathlon AG2R La Mondiale Development | + 0 s           |
| 9e | Rory Townsend    | Irlande     | Q36.5 Pro Cycling Team                 | + 0 s           |
| 10e | Casper van Uden  | Pays-Bas    | Team dsm-firmenich PostNL              | + 0 s           |

| \| Classement général \| Classement général \| Classement général \| Classement général \| Classement général \| \| Coureur \| Coureur \| Pays \| Équipe \| Temps \| \| ------------------ \| ------------------ \| ------------------ \| -------------------------------------- \| ------------------ \| \| 1er \| Stephen Williams \| Royaume-Uni \| Israel-Premier Tech \| 18 h 02 min 56 s \| \| 2e \| Oscar Onley \| Royaume-Uni \| Team dsm-firmenich PostNL \| + 16 s \| \| 3e \| Mark Donovan \| Royaume-Uni \| Q36.5 Pro Cycling Team \| + 40 s \| \| 4e \| Tom Donnenwirth \| France \| Decathlon AG2R La Mondiale Development \| + 41 s \| \| 5e \| Joseph Blackmore \| Royaume-Uni \| Israel-Premier Tech \| + 41 s \| \| 6e \| Paul Magnier \| France \| Soudal Quick-Step \| + 1 min 11 s \| \| 7e \| Jelte Krijnsen \| Pays-Bas \| Q36.5 Pro Cycling Team \| + 1 min 42 s \| \| 8e \| Edoardo Zambanini \| Italie \| Bahrain Victorious \| + 1 min 43 s \| \| 9e \| Julius Johansen \| Danemark \| Sabgal-Anicolor \| + 1 min 45 s \| \| 10e \| Julian Alaphilippe \| France \| Soudal Quick-Step \| + 1 min 45 s \| |                    |             |                                        |                  |
| |                    |             |                                        |                  |
| |                    |             |                                        |                  |
| Classement général |                    |             |                                        |                  |
| Coureur | Coureur            | Pays        | Équipe                                 | Temps            |
| 1er | Stephen Williams   | Royaume-Uni | Israel-Premier Tech                    | 18 h 02 min 56 s |
| 2e | Oscar Onley        | Royaume-Uni | Team dsm-firmenich PostNL              | + 16 s           |
| 3e | Mark Donovan       | Royaume-Uni | Q36.5 Pro Cycling Team                 | + 40 s           |
| 4e | Tom Donnenwirth    | France      | Decathlon AG2R La Mondiale Development | + 41 s           |
| 5e | Joseph Blackmore   | Royaume-Uni | Israel-Premier Tech                    | + 41 s           |
| 6e | Paul Magnier       | France      | Soudal Quick-Step                      | + 1 min 11 s     |
| 7e | Jelte Krijnsen     | Pays-Bas    | Q36.5 Pro Cycling Team                 | + 1 min 42 s     |
| 8e | Edoardo Zambanini  | Italie      | Bahrain Victorious                     | + 1 min 43 s     |
| 9e | Julius Johansen    | Danemark    | Sabgal-Anicolor                        | + 1 min 45 s     |
| 10e | Julian Alaphilippe | France      | Soudal Quick-Step                      | + 1 min 45 s     |

### 6eétape
| \| Classement de l'étape \| Classement de l'étape \| Classement de l'étape \| Classement de l'étape \| Classement de l'étape \| \| Coureur \| Coureur \| Pays \| Équipe \| Temps \| \| --------------------- \| --------------------- \| --------------------- \| -------------------------------------- \| --------------------- \| \| 1er \| Matevž Govekar \| Slovénie \| Bahrain Victorious \| 3 h 22 min 18 s \| \| 2e \| Rasmus Søjberg \| Danemark \| Decathlon AG2R La Mondiale Development \| + 0 s \| \| 3e \| Ben Swift \| Royaume-Uni \| Ineos Grenadiers \| + 0 s \| \| 4e \| Ethan Vernon \| Royaume-Uni \| Israel-Premier Tech \| + 0 s \| \| 5e \| Erlend Blikra \| Norvège \| Uno-X Mobility \| + 0 s \| \| 6e \| Rory Townsend \| Irlande \| Q36.5 Pro Cycling Team \| + 0 s \| \| 7e \| Noah Hobbs \| Royaume-Uni \| Équipe continentale Groupama-FDJ \| + 0 s \| \| 8e \| Robert Donaldson \| Royaume-Uni \| Trinity Racing \| + 0 s \| \| 9e \| Jonas Abrahamsen \| Norvège \| Uno-X Mobility \| + 0 s \| \| 10e \| Sean Flynn \| Royaume-Uni \| Team dsm-firmenich PostNL \| + 0 s \| |                  |             |                                        |                 |
| |                  |             |                                        |                 |
| |                  |             |                                        |                 |
| Classement de l'étape |                  |             |                                        |                 |
| Coureur | Coureur          | Pays        | Équipe                                 | Temps           |
| 1er | Matevž Govekar   | Slovénie    | Bahrain Victorious                     | 3 h 22 min 18 s |
| 2e | Rasmus Søjberg   | Danemark    | Decathlon AG2R La Mondiale Development | + 0 s           |
| 3e | Ben Swift        | Royaume-Uni | Ineos Grenadiers                       | + 0 s           |
| 4e | Ethan Vernon     | Royaume-Uni | Israel-Premier Tech                    | + 0 s           |
| 5e | Erlend Blikra    | Norvège     | Uno-X Mobility                         | + 0 s           |
| 6e | Rory Townsend    | Irlande     | Q36.5 Pro Cycling Team                 | + 0 s           |
| 7e | Noah Hobbs       | Royaume-Uni | Équipe continentale Groupama-FDJ       | + 0 s           |
| 8e | Robert Donaldson | Royaume-Uni | Trinity Racing                         | + 0 s           |
| 9e | Jonas Abrahamsen | Norvège     | Uno-X Mobility                         | + 0 s           |
| 10e | Sean Flynn       | Royaume-Uni | Team dsm-firmenich PostNL              | + 0 s           |

## Classements finals

### Classement général final
| \| Classement général \| Classement général \| Classement général \| Classement général \| Classement général \| \| Coureur \| Coureur \| Pays \| Équipe \| Temps \| \| ------------------ \| ------------------ \| ------------------ \| -------------------------------------- \| ------------------ \| \| 1er \| Stephen Williams \| Royaume-Uni \| Israel-Premier Tech \| 21 h 25 min 14 s \| \| 2e \| Oscar Onley \| Royaume-Uni \| Team dsm-firmenich PostNL \| + 16 s \| \| 3e \| Tom Donnenwirth \| France \| Decathlon AG2R La Mondiale Development \| + 36 s \| \| 4e \| Mark Donovan \| Royaume-Uni \| Q36.5 Pro Cycling Team \| + 40 s \| \| 5e \| Joseph Blackmore \| Royaume-Uni \| Israel-Premier Tech \| + 41 s \| \| 6e \| Jelte Krijnsen \| Pays-Bas \| Q36.5 Pro Cycling Team \| + 1 min 39 s \| \| 7e \| Edoardo Zambanini \| Italie \| Bahrain Victorious \| + 1 min 40 s \| \| 8e \| Mathias Bregnhøj \| Danemark \| Sabgal-Anicolor \| + 1 min 58 s \| \| 9e \| Noa Isidore \| France \| Decathlon AG2R La Mondiale Development \| + 1 min 58 s \| \| 10e \| Sean Flynn \| Royaume-Uni \| Team dsm-firmenich PostNL \| + 2 min 03 s \| |                   |             |                                        |                  |
| |                   |             |                                        |                  |
| Source : ProCyclingStats |                   |             |                                        |                  |
| Classement général |                   |             |                                        |                  |
| Coureur | Coureur           | Pays        | Équipe                                 | Temps            |
| 1er | Stephen Williams  | Royaume-Uni | Israel-Premier Tech                    | 21 h 25 min 14 s |
| 2e | Oscar Onley       | Royaume-Uni | Team dsm-firmenich PostNL              | + 16 s           |
| 3e | Tom Donnenwirth   | France      | Decathlon AG2R La Mondiale Development | + 36 s           |
| 4e | Mark Donovan      | Royaume-Uni | Q36.5 Pro Cycling Team                 | + 40 s           |
| 5e | Joseph Blackmore  | Royaume-Uni | Israel-Premier Tech                    | + 41 s           |
| 6e | Jelte Krijnsen    | Pays-Bas    | Q36.5 Pro Cycling Team                 | + 1 min 39 s     |
| 7e | Edoardo Zambanini | Italie      | Bahrain Victorious                     | + 1 min 40 s     |
| 8e | Mathias Bregnhøj  | Danemark    | Sabgal-Anicolor                        | + 1 min 58 s     |
| 9e | Noa Isidore       | France      | Decathlon AG2R La Mondiale Development | + 1 min 58 s     |
| 10e | Sean Flynn        | Royaume-Uni | Team dsm-firmenich PostNL              | + 2 min 03 s     |

## Évolution des classements
| Étape              | Vainqueur          | Classement général | Classement par points | Classement de la montagne | Classement du meilleur jeune | Classement par équipes | Prix de la combativité |
| ------------------ | ------------------ | ------------------ | --------------------- | ------------------------- | ---------------------------- | ---------------------- | ---------------------- |
| 1                  | Paul Magnier       | Paul Magnier       | Julius Johansen       | Callum Thornley           | Paul Magnier                 | Israel-Premier Tech    | Callum Thornley        |
| 2                  | Stephen Williams   | Stephen Williams   | Julius Johansen       | Callum Thornley           | Oscar Onley                  | Israel-Premier Tech    | Remco Evenepoel        |
| 3                  | Stephen Williams   | Stephen Williams   | Stephen Williams      | Callum Thornley           | Oscar Onley                  | Israel-Premier Tech    | Louis Sutton           |
| 4                  | Paul Magnier       | Stephen Williams   | Paul Magnier          | Callum Thornley           | Oscar Onley                  | Israel-Premier Tech    | Rowan Baker            |
| 5                  | Paul Magnier       | Stephen Williams   | Paul Magnier          | Callum Thornley           | Oscar Onley                  | Israel-Premier Tech    | Connor Swift           |
| 6                  | Matevž Govekar     | Stephen Williams   | Ethan Vernon          | Callum Thornley           | Oscar Onley                  | Israel-Premier Tech    | Callum Thornley        |
| Classements finals | Classements finals | Stephen Williams   | Ethan Vernon          | Callum Thornley           | Oscar Onley                  | Israel-Premier Tech    | Connor Swift           |

## Liste des participants
| Ineos Grenadiers IGD | Ineos Grenadiers IGD       | Ineos Grenadiers IGD |
| -------------------- | -------------------------- | -------------------- |
| Num                  | Coureur                    | Pos                  |
| 1                    | Tobias Foss (NOR)          | 45e                  |
| 2                    | Ethan Hayter (GBR) (route) | 49e                  |
| 3                    | Tom Pidcock (GBR)          | AB-6                 |
| 4                    | Ben Swift (GBR)            | 15e                  |
| 5                    | Connor Swift (GBR)         | 22e                  |
| 6                    | Ben Turner (GBR)           | AB-5                 |

| Soudal Quick-Step SOQ | Soudal Quick-Step SOQ    | Soudal Quick-Step SOQ |
| --------------------- | ------------------------ | --------------------- |
| Num                   | Coureur                  | Pos                   |
| 11                    | Julian Alaphilippe (FRA) | 14e                   |
| 12                    | Remco Evenepoel (BEL)    | 28e                   |
| 13                    | Gil Gelders (BEL)        | 20e                   |
| 14                    | Paul Magnier (FRA)       | AB-6                  |
| 15                    | Gianni Moscon (ITA)      | AB-6                  |
| 16                    | Martin Svrček (SVK)      | 80e                   |

| Bahrain Victorious TBV | Bahrain Victorious TBV  | Bahrain Victorious TBV |
| ---------------------- | ----------------------- | ---------------------- |
| Num                    | Coureur                 | Pos                    |
| 21                     | Pello Bilbao (ESP)      | 57e                    |
| 22                     | Nicolò Buratti (ITA)    | 35e                    |
| 23                     | Matevž Govekar (SLO)    | 39e                    |
| 24                     | Wout Poels (NED)        | 17e                    |
| 25                     | Edoardo Zambanini (ITA) | 7e                     |
| 26                     | Vlad Van Mechelen (BEL) | 51e                    |

| Team dsm-firmenich PostNL DFP | Team dsm-firmenich PostNL DFP | Team dsm-firmenich PostNL DFP |
| ----------------------------- | ----------------------------- | ----------------------------- |
| Num                           | Coureur                       | Pos                           |
| 31                            | Sean Flynn (GBR)              | 10e                           |
| 32                            | Bjoern Koerdt (GBR)           | 43e                           |
| 33                            | Emīls Liepiņš (LAT) (route)   | 50e                           |
| 34                            | Oscar Onley (GBR)             | 2e                            |
| 35                            | Casper van Uden (NED)         | 64e                           |
| 36                            | Oliver Peace (GBR)            | 66e                           |

| Équipe continentale Groupama-FDJ CGF | Équipe continentale Groupama-FDJ CGF | Équipe continentale Groupama-FDJ CGF |
| ------------------------------------ | ------------------------------------ | ------------------------------------ |
| Num                                  | Coureur                              | Pos                                  |
| 41                                   | Noah Hobbs (GBR)                     | 60e                                  |
| 42                                   | Ben Askey (GBR)                      | 68e                                  |
| 43                                   | Lewis Bower (NZL)                    | 65e                                  |
| 44                                   | Maxime Decomble (FRA)                | 58e                                  |
| 45                                   | Ronan Augé (FRA)                     | 36e                                  |
| 46                                   | Joshua Golliker (GBR)                | 48e                                  |

| Decathlon AG2R La Mondiale Development DAD | Decathlon AG2R La Mondiale Development DAD | Decathlon AG2R La Mondiale Development DAD |
| ------------------------------------------ | ------------------------------------------ | ------------------------------------------ |
| Num                                        | Coureur                                    | Pos                                        |
| 51                                         | Tom Donnenwirth (FRA)                      | 3e                                         |
| 52                                         | Noa Isidore (FRA)                          | 9e                                         |
| 53                                         | Antoine L'Hote (FRA)                       | 16e                                        |
| 54                                         | Rasmus Søjberg (DEN)                       | 23e                                        |
| 55                                         | Baptiste Veistroffer (FRA)                 | 44e                                        |
| 56                                         | Killian Verschuren (FRA)                   | NP-4                                       |

| Israel-Premier Tech IPT | Israel-Premier Tech IPT | Israel-Premier Tech IPT |
| ----------------------- | ----------------------- | ----------------------- |
| Num                     | Coureur                 | Pos                     |
| 61                      | Joseph Blackmore (GBR)  | 5e                      |
| 62                      | Simon Clarke (AUS)      | 75e                     |
| 63                      | Nick Schultz (AUS)      | 31e                     |
| 64                      | Jake Stewart (GBR)      | 13e                     |
| 65                      | Ethan Vernon (GBR)      | 61e                     |
| 66                      | Stephen Williams (GBR)  | 1er                     |

| Uno-X Mobility UXM | Uno-X Mobility UXM             | Uno-X Mobility UXM |
| ------------------ | ------------------------------ | ------------------ |
| Num                | Coureur                        | Pos                |
| 71                 | Jonas Abrahamsen (NOR)         | 12e                |
| 72                 | Erlend Blikra (NOR)            | 73e                |
| 73                 | Simon Dalby (DEN)              | 56e                |
| 74                 | Erik Nordsæter Resell (NOR)    | 67e                |
| 75                 | Markus Hoelgaard (NOR) (route) | 38e                |
| 76                 | Sakarias Koller Løland (NOR)   | 62e                |

| Q36.5 Pro Cycling Team Q36 | Q36.5 Pro Cycling Team Q36 | Q36.5 Pro Cycling Team Q36 |
| -------------------------- | -------------------------- | -------------------------- |
| Num                        | Coureur                    | Pos                        |
| 81                         | Mark Donovan (GBR)         | 4e                         |
| 82                         | Damien Howson (AUS)        | 47e                        |
| 83                         | Jelte Krijnsen (NED)       | 6e                         |
| 84                         | Joey Rosskopf (USA)        | 55e                        |
| 85                         | Rory Townsend (IRL)        | 34e                        |
| 86                         | Nickolas Zukowsky (CAN)    | 26e                        |

| Lidl-Trek Future Racing LTF | Lidl-Trek Future Racing LTF | Lidl-Trek Future Racing LTF |
| --------------------------- | --------------------------- | --------------------------- |
| Num                         | Coureur                     | Pos                         |
| 91                          | Nils Aebersold (SUI)        | 18e                         |
| 92                          | Martin Pedersen (DEN)       | 46e                         |
| 93                          | Cole Kessler (USA)          | 69e                         |
| 94                          | Liam O'Brien (IRL)          | 33e                         |
| 95                          | Cameron Rogers (AUS)        | 86e                         |
| 96                          | Paul Verbnjak (AUT)         | 42e                         |

| Van Rysel-Roubaix VRR | Van Rysel-Roubaix VRR      | Van Rysel-Roubaix VRR |
| --------------------- | -------------------------- | --------------------- |
| Num                   | Coureur                    | Pos                   |
| 101                   | Kévin Avoine (FRA)         | 63e                   |
| 102                   | Rémi Capron (FRA)          | 21e                   |
| 103                   | Samuel Leroux (FRA)        | 29e                   |
| 104                   | Emmanuel Morin (FRA)       | 41e                   |
| 105                   | Norman Vahtra (EST)        | 70e                   |
| 106                   | Oscar Nilsson-Julien (FRA) | AB-4                  |

| Project Echelon Racing PEC | Project Echelon Racing PEC | Project Echelon Racing PEC |
| -------------------------- | -------------------------- | -------------------------- |
| Num                        | Coureur                    | Pos                        |
| 111                        | Colby Lange (USA)          | AB-3                       |
| 112                        | Laurent Gervais (CAN)      | 53e                        |
| 113                        | Cade Bickmore (USA)        | AB-5                       |
| 114                        | Ethan Craine (NZL)         | 87e                        |
| 115                        | Hugo Scala Jr. (USA)       | NP-6                       |
| 116                        | Scott McGill (USA)         | 90e                        |

| Trinity Racing TRI | Trinity Racing TRI     | Trinity Racing TRI |
| ------------------ | ---------------------- | ------------------ |
| Num                | Coureur                | Pos                |
| 121                | Robert Donaldson (GBR) | 11e                |
| 122                | Callum Thornley (GBR)  | 37e                |
| 123                | Joseph Pidcock (GBR)   | 79e                |
| 124                | Fergus Browning (AUS)  | 27e                |
| 125                | Dean Harvey (IRL)      | 84e                |
| 126                | Alex Beldon (GBR)      | 76e                |

| Sabgal-Anicolor SAT | Sabgal-Anicolor SAT    | Sabgal-Anicolor SAT |
| ------------------- | ---------------------- | ------------------- |
| Num                 | Coureur                | Pos                 |
| 131                 | Mathias Bregnhøj (DEN) | 8e                  |
| 132                 | Julius Johansen (DEN)  | 25e                 |
| 133                 | André Carvalho (POR)   | AB-3                |
| 134                 | Oliver Rees (GBR)      | 24e                 |
| 135                 | Duarte Domingues (POR) | 72e                 |
| 136                 | Jaime Castrillo (ESP)  | AB-3                |

| Saint Piran SPC | Saint Piran SPC       | Saint Piran SPC |
| --------------- | --------------------- | --------------- |
| Num             | Coureur               | Pos             |
| 141             | Rowan Baker (GBR)     | 77e             |
| 142             | James McKay (GBR)     | 82e             |
| 143             | Joshua Ludman (AUS)   | 40e             |
| 144             | Bradley Symonds (GBR) | 52e             |
| 145             | Oliver Wood (GBR)     | 81e             |
| 146             | Dylan Westley (GBR)   | 32e             |

| Global 6 United GLC | Global 6 United GLC     | Global 6 United GLC |
| ------------------- | ----------------------- | ------------------- |
| Num                 | Coureur                 | Pos                 |
| 151                 | Giacomo Ballabio (ITA)  | NP-6                |
| 152                 | Ronan O'Connor (IRL)    | AB-3                |
| 153                 | Callum Ormiston (RSA)   | AB-2                |
| 154                 | Wesley Mol (NED)        | 85e                 |
| 156                 | Édouard Bonnefoix (FRA) | 91e                 |

| REMBE Pro Cycling Team Sauerland SVL | REMBE Pro Cycling Team Sauerland SVL | REMBE Pro Cycling Team Sauerland SVL |
| ------------------------------------ | ------------------------------------ | ------------------------------------ |
| Num                                  | Coureur                              | Pos                                  |
| 161                                  | Jacob Scott (GBR)                    | 71e                                  |
| 162                                  | Paul Wright (NZL)                    | 19e                                  |
| 163                                  | Lennart Voege (GER)                  | 89e                                  |
| 164                                  | Yago Aguirre (ESP)                   | 54e                                  |
| 165                                  | Jonathan Rottmann (GER)              | 83e                                  |
| 166                                  | Sebastian Niehues (GER)              | 88e                                  |

| Grande-Bretagne GBR | Grande-Bretagne GBR | Grande-Bretagne GBR |
| ------------------- | ------------------- | ------------------- |
| Num                 | Coureur             | Pos                 |
| 171                 | Lucas Max Greensill | 59e                 |
| 172                 | Louis Sutton        | AB-6                |
| 173                 | Ben Wiggins         | 78e                 |
| 174                 | Matthew Holmes      | 30e                 |
| 175                 | Michael Gill        | 74e                 |
| 176                 | Max Walker          | AB-6                |

| Ineos Grenadiers IGD | Ineos Grenadiers IGD       | Ineos Grenadiers IGD |
| -------------------- | -------------------------- | -------------------- |
| Num                  | Coureur                    | Pos                  |
| 1                    | Tobias Foss (NOR)          | 45e                  |
| 2                    | Ethan Hayter (GBR) (route) | 49e                  |
| 3                    | Tom Pidcock (GBR)          | AB-6                 |
| 4                    | Ben Swift (GBR)            | 15e                  |
| 5                    | Connor Swift (GBR)         | 22e                  |
| 6                    | Ben Turner (GBR)           | AB-5                 |

| Soudal Quick-Step SOQ | Soudal Quick-Step SOQ    | Soudal Quick-Step SOQ |
| --------------------- | ------------------------ | --------------------- |
| Num                   | Coureur                  | Pos                   |
| 11                    | Julian Alaphilippe (FRA) | 14e                   |
| 12                    | Remco Evenepoel (BEL)    | 28e                   |
| 13                    | Gil Gelders (BEL)        | 20e                   |
| 14                    | Paul Magnier (FRA)       | AB-6                  |
| 15                    | Gianni Moscon (ITA)      | AB-6                  |
| 16                    | Martin Svrček (SVK)      | 80e                   |

| Bahrain Victorious TBV | Bahrain Victorious TBV  | Bahrain Victorious TBV |
| ---------------------- | ----------------------- | ---------------------- |
| Num                    | Coureur                 | Pos                    |
| 21                     | Pello Bilbao (ESP)      | 57e                    |
| 22                     | Nicolò Buratti (ITA)    | 35e                    |
| 23                     | Matevž Govekar (SLO)    | 39e                    |
| 24                     | Wout Poels (NED)        | 17e                    |
| 25                     | Edoardo Zambanini (ITA) | 7e                     |
| 26                     | Vlad Van Mechelen (BEL) | 51e                    |

| Team dsm-firmenich PostNL DFP | Team dsm-firmenich PostNL DFP | Team dsm-firmenich PostNL DFP |
| ----------------------------- | ----------------------------- | ----------------------------- |
| Num                           | Coureur                       | Pos                           |
| 31                            | Sean Flynn (GBR)              | 10e                           |
| 32                            | Bjoern Koerdt (GBR)           | 43e                           |
| 33                            | Emīls Liepiņš (LAT) (route)   | 50e                           |
| 34                            | Oscar Onley (GBR)             | 2e                            |
| 35                            | Casper van Uden (NED)         | 64e                           |
| 36                            | Oliver Peace (GBR)            | 66e                           |

| Équipe continentale Groupama-FDJ CGF | Équipe continentale Groupama-FDJ CGF | Équipe continentale Groupama-FDJ CGF |
| ------------------------------------ | ------------------------------------ | ------------------------------------ |
| Num                                  | Coureur                              | Pos                                  |
| 41                                   | Noah Hobbs (GBR)                     | 60e                                  |
| 42                                   | Ben Askey (GBR)                      | 68e                                  |
| 43                                   | Lewis Bower (NZL)                    | 65e                                  |
| 44                                   | Maxime Decomble (FRA)                | 58e                                  |
| 45                                   | Ronan Augé (FRA)                     | 36e                                  |
| 46                                   | Joshua Golliker (GBR)                | 48e                                  |

| Decathlon AG2R La Mondiale Development DAD | Decathlon AG2R La Mondiale Development DAD | Decathlon AG2R La Mondiale Development DAD |
| ------------------------------------------ | ------------------------------------------ | ------------------------------------------ |
| Num                                        | Coureur                                    | Pos                                        |
| 51                                         | Tom Donnenwirth (FRA)                      | 3e                                         |
| 52                                         | Noa Isidore (FRA)                          | 9e                                         |
| 53                                         | Antoine L'Hote (FRA)                       | 16e                                        |
| 54                                         | Rasmus Søjberg (DEN)                       | 23e                                        |
| 55                                         | Baptiste Veistroffer (FRA)                 | 44e                                        |
| 56                                         | Killian Verschuren (FRA)                   | NP-4                                       |

| Israel-Premier Tech IPT | Israel-Premier Tech IPT | Israel-Premier Tech IPT |
| ----------------------- | ----------------------- | ----------------------- |
| Num                     | Coureur                 | Pos                     |
| 61                      | Joseph Blackmore (GBR)  | 5e                      |
| 62                      | Simon Clarke (AUS)      | 75e                     |
| 63                      | Nick Schultz (AUS)      | 31e                     |
| 64                      | Jake Stewart (GBR)      | 13e                     |
| 65                      | Ethan Vernon (GBR)      | 61e                     |
| 66                      | Stephen Williams (GBR)  | 1er                     |

| Uno-X Mobility UXM | Uno-X Mobility UXM             | Uno-X Mobility UXM |
| ------------------ | ------------------------------ | ------------------ |
| Num                | Coureur                        | Pos                |
| 71                 | Jonas Abrahamsen (NOR)         | 12e                |
| 72                 | Erlend Blikra (NOR)            | 73e                |
| 73                 | Simon Dalby (DEN)              | 56e                |
| 74                 | Erik Nordsæter Resell (NOR)    | 67e                |
| 75                 | Markus Hoelgaard (NOR) (route) | 38e                |
| 76                 | Sakarias Koller Løland (NOR)   | 62e                |

| Q36.5 Pro Cycling Team Q36 | Q36.5 Pro Cycling Team Q36 | Q36.5 Pro Cycling Team Q36 |
| -------------------------- | -------------------------- | -------------------------- |
| Num                        | Coureur                    | Pos                        |
| 81                         | Mark Donovan (GBR)         | 4e                         |
| 82                         | Damien Howson (AUS)        | 47e                        |
| 83                         | Jelte Krijnsen (NED)       | 6e                         |
| 84                         | Joey Rosskopf (USA)        | 55e                        |
| 85                         | Rory Townsend (IRL)        | 34e                        |
| 86                         | Nickolas Zukowsky (CAN)    | 26e                        |

| Lidl-Trek Future Racing LTF | Lidl-Trek Future Racing LTF | Lidl-Trek Future Racing LTF |
| --------------------------- | --------------------------- | --------------------------- |
| Num                         | Coureur                     | Pos                         |
| 91                          | Nils Aebersold (SUI)        | 18e                         |
| 92                          | Martin Pedersen (DEN)       | 46e                         |
| 93                          | Cole Kessler (USA)          | 69e                         |
| 94                          | Liam O'Brien (IRL)          | 33e                         |
| 95                          | Cameron Rogers (AUS)        | 86e                         |
| 96                          | Paul Verbnjak (AUT)         | 42e                         |

| Van Rysel-Roubaix VRR | Van Rysel-Roubaix VRR      | Van Rysel-Roubaix VRR |
| --------------------- | -------------------------- | --------------------- |
| Num                   | Coureur                    | Pos                   |
| 101                   | Kévin Avoine (FRA)         | 63e                   |
| 102                   | Rémi Capron (FRA)          | 21e                   |
| 103                   | Samuel Leroux (FRA)        | 29e                   |
| 104                   | Emmanuel Morin (FRA)       | 41e                   |
| 105                   | Norman Vahtra (EST)        | 70e                   |
| 106                   | Oscar Nilsson-Julien (FRA) | AB-4                  |

| Project Echelon Racing PEC | Project Echelon Racing PEC | Project Echelon Racing PEC |
| -------------------------- | -------------------------- | -------------------------- |
| Num                        | Coureur                    | Pos                        |
| 111                        | Colby Lange (USA)          | AB-3                       |
| 112                        | Laurent Gervais (CAN)      | 53e                        |
| 113                        | Cade Bickmore (USA)        | AB-5                       |
| 114                        | Ethan Craine (NZL)         | 87e                        |
| 115                        | Hugo Scala Jr. (USA)       | NP-6                       |
| 116                        | Scott McGill (USA)         | 90e                        |

| Trinity Racing TRI | Trinity Racing TRI     | Trinity Racing TRI |
| ------------------ | ---------------------- | ------------------ |
| Num                | Coureur                | Pos                |
| 121                | Robert Donaldson (GBR) | 11e                |
| 122                | Callum Thornley (GBR)  | 37e                |
| 123                | Joseph Pidcock (GBR)   | 79e                |
| 124                | Fergus Browning (AUS)  | 27e                |
| 125                | Dean Harvey (IRL)      | 84e                |
| 126                | Alex Beldon (GBR)      | 76e                |

| Sabgal-Anicolor SAT | Sabgal-Anicolor SAT    | Sabgal-Anicolor SAT |
| ------------------- | ---------------------- | ------------------- |
| Num                 | Coureur                | Pos                 |
| 131                 | Mathias Bregnhøj (DEN) | 8e                  |
| 132                 | Julius Johansen (DEN)  | 25e                 |
| 133                 | André Carvalho (POR)   | AB-3                |
| 134                 | Oliver Rees (GBR)      | 24e                 |
| 135                 | Duarte Domingues (POR) | 72e                 |
| 136                 | Jaime Castrillo (ESP)  | AB-3                |

| Saint Piran SPC | Saint Piran SPC       | Saint Piran SPC |
| --------------- | --------------------- | --------------- |
| Num             | Coureur               | Pos             |
| 141             | Rowan Baker (GBR)     | 77e             |
| 142             | James McKay (GBR)     | 82e             |
| 143             | Joshua Ludman (AUS)   | 40e             |
| 144             | Bradley Symonds (GBR) | 52e             |
| 145             | Oliver Wood (GBR)     | 81e             |
| 146             | Dylan Westley (GBR)   | 32e             |

| Global 6 United GLC | Global 6 United GLC     | Global 6 United GLC |
| ------------------- | ----------------------- | ------------------- |
| Num                 | Coureur                 | Pos                 |
| 151                 | Giacomo Ballabio (ITA)  | NP-6                |
| 152                 | Ronan O'Connor (IRL)    | AB-3                |
| 153                 | Callum Ormiston (RSA)   | AB-2                |
| 154                 | Wesley Mol (NED)        | 85e                 |
| 156                 | Édouard Bonnefoix (FRA) | 91e                 |

| REMBE Pro Cycling Team Sauerland SVL | REMBE Pro Cycling Team Sauerland SVL | REMBE Pro Cycling Team Sauerland SVL |
| ------------------------------------ | ------------------------------------ | ------------------------------------ |
| Num                                  | Coureur                              | Pos                                  |
| 161                                  | Jacob Scott (GBR)                    | 71e                                  |
| 162                                  | Paul Wright (NZL)                    | 19e                                  |
| 163                                  | Lennart Voege (GER)                  | 89e                                  |
| 164                                  | Yago Aguirre (ESP)                   | 54e                                  |
| 165                                  | Jonathan Rottmann (GER)              | 83e                                  |
| 166                                  | Sebastian Niehues (GER)              | 88e                                  |

| Grande-Bretagne GBR | Grande-Bretagne GBR | Grande-Bretagne GBR |
| ------------------- | ------------------- | ------------------- |
| Num                 | Coureur             | Pos                 |
| 171                 | Lucas Max Greensill | 59e                 |
| 172                 | Louis Sutton        | AB-6                |
| 173                 | Ben Wiggins         | 78e                 |
| 174                 | Matthew Holmes      | 30e                 |
| 175                 | Michael Gill        | 74e                 |
| 176                 | Max Walker          | AB-6                |